# اسپندارهای کوتوله
اسپندارهای کوتوله (نام علمی: Pygmaeocereus) نام یک سرده از تبار مودارتباران است.